# Wolfgang Amadeus Mozart
Wolfgang Amadeus Mozart (døbt Johannes Chrysostomus Wolfgangus Theophilus Mozart) (født 27. januar 1756 i Salzburg, død 5. december 1791 i Wien) var en Salzburger-komponist. Han er almindeligt anerkendt som en af de største komponister af klassisk musik. Han er en af wienerklassikkens mestre og en af de mest populære komponister nogensinde.
Mozart og hans søster Maria Anna Mozart var vidunderbørn. Han spillede cembalo fra han var tre år og begyndte at komponere som femårig og optrådte for kongelige i Europa. Senere spillede han også klaver og violin. Da han var 17 blev han ansat som hofmusiker i Salzburg, men blev rastløs, og rejste for at finde sig en bedre ansættelse, alt imens han komponerede mange værker. Da han besøgte Wien i 1781, blev han fyret fra sin position i Salzburg. Han valgte at blive i hovedstaden, hvor han opnåede berømmelse, men lidet økonomisk sikkerhed. I løbet af sine sidste år i Wien komponerede han mange af sine bedst kendte symfonier, koncerter, operaer og dele af hans Requiem, som blev efterladt ufærdigt ved hans død. Omstændighederne ved hans tidlige død er siden blev genstand for megen mystik. Han efterlod sig sin kone Constanze og deres to sønner.
Selv om han døde kun 35 år gammel, skabte han et omfangsrigt livsværk, der dækkede alle hans tids musikalske genrer: operaer, balletmusik, symfonier, solokoncerter (for klaver, violin og bratsch, valdhorn, tværfløjte, klarinet og obo), messer, lieder, strygekvartetter, sonater og megen anden kammermusik.[kilde mangler] Han regnes også blandt de største operakomponister. Alle Mozarts værker er blevet katalogiseret af Ludwig von Köchel i KV (Köchel-Verzeichnis). Hvert værk er registreret med angivelse af KV-registreringsnummer. Fx står KV 525 entydigt for Eine kleine Nachtmusik. Denne kategorisering er den mest benyttede til reference af hans værker.

## Biografi

### Barndom (1756-1772)

#### Vidunderbarn
Mozart blev født omkring kl. 20 om aftenen d. 27. januar 1756 i Salzburg (i nuværende Getreidegasse nr. 9) der på den tid var et fyrsteærkebispedømme i det tysk-romerske rige. Han var søn af en tysk komponist, Leopold Mozart (1719 – 1787), og hans hustru Anna Maria Pertl (1720 – 1778). Leopold Mozart var vice-kantor ved ærkebiskoppen af Salzburgs hof.
Wolfgang var parrets syvende barn. Tre var døde i en tidlig alder, da søsteren Maria-Anna ("Nannerl") blev født i 1751). Yderligere to døde mellem Maria-Annas og Wolfgangs fødsel.
Han blev døbt Joannes Chrysost[omus] Wolfgangus Theophilus. Theophilus betyder "elsket af Gud": Gottlieb på tysk, Amedeo på italiensk og Amadeus på latin. Mozart blev ikke i sin egen levetid kaldt "Amadeus". Kun enkelte gange har han selv brugt det i breve, for at gøre lidt grin med sig selv. Han har i sådanne situationer skrevet Wolfgangus Amadeus Mozartus. Han underskrev dog en vis mængde breve "Wolfgang Amadè Mozart" uden antydning af humor eller selvironi.
Mozart viste vidunderbarnets evner for musik allerede som treårig. Han havde absolut gehør og en fremragende hukommelse.[kilde mangler] Hans evner forbløffede omgivelserne og tilskyndede faderen til at lære ham at spille cembalo, fra han var tre år. Den unge Mozart lærte derefter at spille violin og orgel samt at komponere. Han kunne læse et partitur og spille i takt, før han kunne læse, skrive og regne. I en alder af seks år (1762) komponerede han sine første værker (menuetterne KV 2, 4 og 5 samt allegroen KV 3).[kilde mangler]

#### Rejsende

##### Europa
Fra 1762 til1766 tog Mozart på turné med sin far og sin storesøster Maria-Anna. De kom til München og Wien, før de den 9. juni 1763 tog på en lang turné i Europa, som gik videre til Köln, Augsburg, Mannheim, Frankfurt, Bruxelles, Paris, London, Haag, Amsterdam, Dijon, Lyon, Genève og Lausanne. Hans koncerter gjorde stort indtryk. Mozart spillede for den kongelige familie i Versailles 1. januar 1764. Han fik oven i købet lov til at stå bag dronningen under middagen. Mozart var kun otte år gammel.
På rejsen fik han indtryk af nye musikalske strømninger. Han mødte to musikere, der fik stor betydning for ham: Johann Schobert i Paris og Johann Christian Bach (Johann Sebastian Bachs yngste søn) i London. Sidstnævnte åbnede Mozarts øjne for klaveret, der var opfundet i århundredets begyndelse, og for den italienske opera. Han lærte ham også at skrive symfonier. Mozart skrev sine tre første symfonier i London.
I 1767 skrev Mozart 11 år gammel sin første opera, Apollo og Hyacint (KV 38), der bygger på en latinsk komedie. Da de kom tilbage til Østrig, tog han til Wien, hvor han komponerede to andre operaer, Bastien og Bastienne og La finta semplice, i sommeren 1768 i en alder af 12 år. Året efter blev han udnævnt til koncertmester af ærkebiskoppen. Hans fader sørgede for et ulønnet orlov, så sønnen kunne komme til Italien.[kilde mangler]

##### Italien
Fra 1769 til 1773 opholdt Mozart sig regelmæssigt i Italien, hvor han studererede opera, en musikalsk form han senere skrev mesterværker i (Figaros Bryllup, Don Giovanni, Così fan tutte) takket være sit arbejde med vokalharmonisering og sin beherskelse af polyfoni. I Italien fik han forbindelse med Giovanni Battista Martini. Han blev medlem af Accademia Filarmonica i Bologna, som ellers kun optog medlemmer over 20 år. Paven Clemens XIV udnævnte ham til Cavaliere dello speron d'oro. Paven havde hørt, at Mozart havde nedskrevet Allegris 'Miserere' efter gehør. Mozart var kommet forbi i påskeugen og havde hørt det ottestemmige værk og gik hjem for at skrive kompositionen ned. Næste dag kom Mozart tilbage for at høre værket igen og rette et par fejl.
Den 16. december 1771 døde ærkebiskop Schrattenbach. Ærkebiskop Colloredo blev nu Mozarts nye arbejdsgiver.

### I ærkebiskop Colloredos tjeneste (1773-1781)
Mozart var ulykkelig i sin fødeby. Hans nye arbejdsgiver brød sig ikke om, at han rejste. Han foreslog, at han i stedet skrev stykker til religiøse formål. Som 17-årig havde Mozart svært ved at acceptere situationen. Forholdet til ærkebiskoppen forværredes i de tre følgende år. I Wien stiftede Mozart bekendtskab med Joseph Haydn. De korresponderede, og der opstod et venskab præget af gensidig beundring, der varede hele livet.[kilde mangler]
I 1776 besluttede Mozart, 20 år gammel, at forlade Salzburg.
Ærkebiskoppen afviste at lade faderen rejse og pålagde ham at søge sin afsked som koncertmester. Efter et års forberedelser tog Mozart af sted med sin mor, først til München, hvor han ikke fik nogen stilling, og så til Augsburg og til sidst til Mannheim, hvor han knyttede venskab med adskillige musikere. Men hans forsøg på at opnå en stilling der blev frugtesløse. Det var i Mannheim, at han forelskede sig i sangerinden Aloysia Weber. Det udløste faderens vrede. Han bad Mozart tænke på sin karriere.[kilde mangler] Stærkt forgældet indså Mozart, at han måtte finde en stilling, og han tog til Paris i marts 1778.
Han håbede at kunne få hjælp af Melchior Grimm, som havde hjulpet med turneen, da Mozart var syv år gammel. Dette viste sig dog forgæves, og Mozart fik ingen fast stilling og havde endda svært ved få betaling for sine værker på grund af den økonomiske krise i Frankrig. Moderen blev syg under opholdet og døde den 3. juli. Mozart tog derfor tilbage til Salzburg, hvor faderen havde fået overbevist ærkebiskoppen om at genansætte ham. På vejen kom Mozart til München, hvor Weber-familien bor. Aloysia havde imidlertid fundet en anden mand, og det var en nedtrykt Mozart, der vendte tilbage til Salzburg den 29. januar 1779, hvor han fik sin tidligere stilling tilbage.
I november 1780 modtog han en bestilling på en opera til München, og han tog af sted, som han var berettiget til ifølge sin kontrakt. Uropførelsen af værket, Idomeneo, Rè di Creta, fandt sted 29. januar 1781 og blev modtaget entusiastisk af publikum. Da han vendte tilbage til Salzburg, måtte han følge sin arbejdsgiver til Wien, hvor ærkebiskoppen gjorde et offentligt nummer ud af at behandle ham dårligt, inden han endeligt afskedigede ham. Mozart slog sig nu ned i den østrigske hovedstad som uafhængig komponist.

### Wien (1782-1791)

#### Uafhængighed
Uden faderens og arbejdsgiverens myndige tilstedeværelse kunne Mozart endelig komponere frit. I 1782 bestilte kejser Joseph II en opera hos Mozart, der skulle blive til Bortførelsen fra Seraillet (Die Entführung aus dem Serail). Denne opera på tysk fik Christoph Willibald Gluck, der var komponist og leder af de offentlige koncerter i Wien, til at lykønske Mozart.[kilde mangler]
Mozart lærte nu den yngste af fru Webers døtre, Constanze, at kende og besluttede sig for ægteskab med hende uden at afvente faderens skriftlige billigelse. Brylluppet stod den 4. august 1782. Kort tid efter gjorde baron von Svieten Mozart opmærksom på to komponister, der var glemt på denne tid, nemlig Johann Sebastian Bach og Georg Friedrich Händel. Mozart blev fascineret af Bachs kontrapunkt, som fik direkte indflydelse på hans store messe i c-mol KV 427 og på flere senere værker.[kilde mangler] Samme år begyndte han en serie på seks kvartetter, som han dedikerede til sin ven Joseph Haydn. De var færdige i 1785.
I 1784 blev Mozart interesseret i frimureriet. Han steg hurtigt i graderne og blev såkaldt mester i april 1785.[kilde mangler] Han skrev flere værker til sine frimurerbrødre, herunder Maurerische Trauermusik KV 477.
I 1786 mødte Mozart librettisten Lorenzo da Ponte, der var ansat som digter ved teatret i Wien. Da Ponte overbeviste kejseren om at give tilladelse til en opera baseret på Figaros Bryllup (Le Mariage de Figaro) af Beaumarchais, selv om kejseren tidligere havde forbudt stykket, da det var undergravende. Mozart satte musik til Lorenzo da Pontes libretto og premieren på Figaros Bryllup (Le nozze di Figaro) fandt sted den 1. maj 1786 i Wien. Den blev en succes, men blev taget hurtigt af plakaten. Mozart tog derfor til Prag, hvor operaen opførtes og fik en meget stor succes. Som en gestus mod byen skrev han sin symfoni nr. 38, Pragersymfonien.
I Prag modtog han en bestilling på en ny opera til næste sæson. Mozart bad Lorenzo da Ponte om at skrive librettoen til Don Giovanni.[kilde mangler] Den 28. maj 1787 døde faderen. Dødsfaldet påvirkede Mozart meget og fik indflydelse på kompositionen af den opera, som han var i gang med.[kilde mangler] Don Giovanni uropførtes i Prag den 29. oktober 1787 med stor succes, en succes der dog ikke blev gentaget i Wien.[kilde mangler]

#### Vanskeligheder, sygdom og tidlig død
I de sidste år af sit liv blev Mozart ofte syg, og han var dybt forgældet, selv om han havde succes med sine værker og blev meget godt betalt, men han levede over evne.[kilde mangler] Han komponerede meget: sonater, koncerter, symfonier, operaer (herunder Così fan tutte, det sidste værk med Lorenzo da Ponte).
Josef 2. døde den 20. februar 1790 og efterfulgtes af Leopold II, som ikke brød sig om Mozart.[kilde mangler] Haydn rejste til London. Mozart var kun lidt produktiv.[kilde mangler]
I 1791 bestilte Emanuel Schikaneder – en af Mozarts venner fra frimurerlogen og leder af det lille Theater an der Wien – en opera af Mozart. Schikaneder leverede selv librettoen. Det blev til syngespillet Tryllefløjten (Die Zauberflöte). Uropførelsen den 30. september blev en stor succes.
I juli bestilte en ukendt mand en dødsmesse, et requiem. Bestilleren ønskede at være anonym, men vi ved i dag, at det var grev Walsegg[kilde mangler]. Han ønskede antagelig enten at lade sine venner gætte, hvem der var ophavsmand til værket, eller selv at tage æren for det.
Mozart, der var tynget af sygdom og gæld, måtte nu påtage sig en ekstra stor arbejdsbyrde, for han havde i begyndelsen af august allerede modtaget en bestilling på en opera, Titus (La Clemenza di Tito) KV 621, til Leopold II's kroning som konge af Bøhmen. Mozart skrev værket på tre uger.[kilde mangler]
Han døde i 5. december 1791 i en alder af 35 år sandsynligvis som følge af sit generelt skrøbelige helbred. Han fik ikke færdiggjort sit Requiem. Det blev efter Constanzes ønske afsluttet af en af hans elever Franz Xaver Süssmayer. En anden afslutning af værket skrev Sigismund von Neukomm; hans version blev opført i 1819 i Rio de Janeiro.
Mozart blev begravet på kirkegården St. Marx i en forstad til Wien i en grav, som familien Mozart delte med nogle venner.[kilde mangler] Alt i overensstemmelse med kejser Leopold II's love og forordninger. En mindegudstjeneste fandt sted i Prag den 14. december med tusinder af deltagere. Emanuel Schikaneder organiserede en mindegudstjeneste i Wien. Her spilledes formentlig begyndelsen af Requiem (introitus og kyrie). Siden blev der oprettet en æresgrav for Mozart på Wiener Zentralfriedhof, uden at hans jordiske rester blev overført, da de ikke kunne opspores.
Mozart fik seks børn i sit ægteskab med Constanze. Kun to, Karl og Wolfgang, kaldet Wowi overlevede den tidligste barndom.
Constanze blev senere gift med den danske diplomat Georg Nicolaus Nissen, der påbegyndte den første egentlige Mozart-biografi. Nissens boede i København fra 1810 til 1820. Parret rejste i nogle år indtil de i 1824 slog sig ned i Salzburg, hvor Georg Nicolaus Nissen døde 1826. Biografien over W. A. Mozart blev først udgivet af Constanze to år efter Nissens død.

## Værker (udvalg)
- Operaer og anden musikdramatik
  - Die Schuldigkeit des ersten und führnehmsten Gebottes (Forpligtelsen til det første og vigtigste bud, 1767)
  - Apollon og Hyacint (1767)
  - Bastien og Bastienne (1768)
  - La finta semplice (1769)
  - Mitridate, re di Ponto (1770)
  - Ascanio in Alba (1771)
  - Il sogno di Scipione (1772)
  - Lucio Silla (1772)
  - La finta giardiniera (La finta giardiniera, 1775)
  - Il rè pastore (1775)
  - Thamos, König in Ägypten (1779)
  - Zaide (1780)
  - Idomeneo, rè di Creta (1781)
  - Bortførelsen fra Seraillet (Die Entführung aus dem Serail, 1782)
  - L'oca del Cairo (1783)
  - Lo sposo deluso (1783)
  - Teaterdirektøren (Der Schauspieldirektor, 1786)
  - Figaros bryllup (Le nozze di Figaro, 1786)
  - Don Juan (Don Giovanni, 1787)
  - Così fan tutte (1790)
  - Titus (La clemenza di Tito, 1791)
  - Tryllefløjten (Die Zauberflöte, 1791)

 Dette afsnit eller denne liste er kun påbegyndt. Hvis du ved mere om emnet, kan du hjælpe Wikipedia ved at tilføje mere.

## Mozart i populærkultur
Mozarts liv og virke har været tema for mange bøger, skuespil og film. Den østrigske chokoladekugle Mozartkugle er opkaldt efter komponisten.
Filmen Amadeus fra 1984 med Tom Hulce i rollen som Mozart vandt 8 oscars, heriblandt F. Murray Abraham for bedste mandlige hovedrolle.